# George Prevost
Pour les articles homonymes, voir Prévost.
George Prevost (19 mai 1767 – 5 janvier 1816) était un militaire britannique et administrateur colonial. Il fut gouverneur du Canada lors de la guerre de 1812.

## Début de carrière
Le père de George Prevost était Augustine Prévost, un Genevois engagé dans l'armée britannique. George entra dans l'armée en 1779 et servit dans les Antilles contre la France révolutionnaire en 1794 et 1795. En 1798 il devient lieutenant-gouverneur de Sainte-Lucie, et en 1802 gouverneur de la Dominique. Il rentre en Grande-Bretagne en 1805 et obtient le commandement du district de Portsmouth et est créé baronnet.

## Gouverneur au Canada
En 1808 Prevost est nommé gouverneur de la Nouvelle-Écosse. Un militaire est choisi pour cette position parce que la guerre avec les États-Unis semble imminente (ce sera la Guerre de 1812). Il tenta de renforcer les défenses de la province. En 1808-1809, il dirigea une expédition qui captura la Martinique dans le cadre des guerres napoléoniennes.
Prevost est appelé en mai 1811 à remplacer le gouverneur général James Henry Craig qui doit laisser son poste pour raisons de santé. Il prend le titre de gouverneur en chef de l’Amérique du Nord britannique et commandant des forces britanniques en Amérique du Nord en octobre de la même année. Sa première préoccupation concerne les préparatifs de guerre: les forces britanniques comptent 5 600 hommes, et peu de renforts peuvent être attendus de la Grande-Bretagne, fortement engagée en Europe. La milice se chiffre à 60 000 hommes mal équipés et indisciplinés.
Il importe aussi à Prevost de s'assurer de la loyauté des Canadiens majoritaires, loyauté qui a été fortement compromise par l'hostilité ouverte de son prédécesseur Craig. Il manœuvre habilement en nommant plusieurs Canadiens au Conseil législatif, en éloignant Pierre-Stanislas Bédard, chef du Parti canadien, en le nommant juge, et en considérant le modéré Louis-Joseph Papineau comme chef de file des Canadiens. Il tente aussi de gagner la bienveillance du clergé catholique, et en particulier de l'archevêque de Québec Mgr Plessis. 
Ayant réussi sa démonstration de bonne volonté, Prévost obtient de l'Assemblée une nouvelle loi de milice et de l'argent pour la défense. 

## Chef de guerre

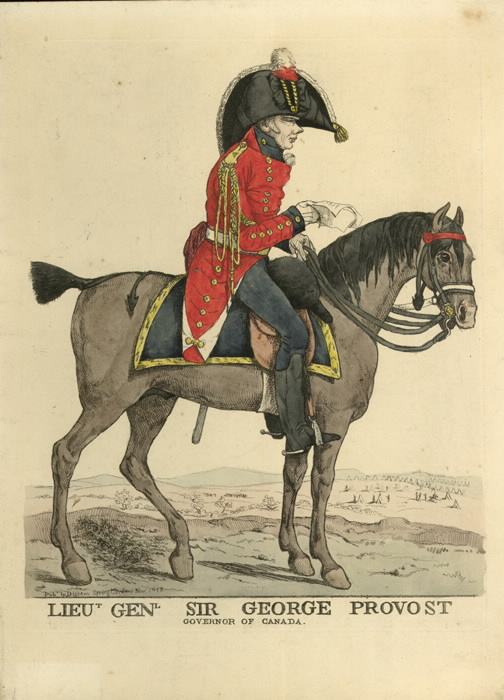
Prévost en 1812

En juin 1812 la guerre avec les États-Unis est déclarée. La stratégie de Prévost est avant tout défensive, l'essentiel étant de protéger la place forte de Québec. En 1813 Prévost fait porter l'action sur le territoire du Haut-Canada et des Grands Lacs, et il est satisfait des victoires remportées en septembre à Châteauguay et la ferme Crysler. En 1814 les Américains reprennent l'avantage, mais l'abdication de Napoléon Ier en avril permet à la Grande-Bretagne d'envoyer des renforts de 15 000 hommes. Fort de cette aide, et en particulier de vétérans de la guerre d'Espagne, Prevost lance une offensive contre Plattsburgh, sur le lac Champlain, mais Prevost se retire de la bataille après que le vaisseau de l'Admiral fut battu. 
Cette expédition est un échec et Prévost tente de minimiser sa responsabilité.

## Opposition
À partir de ce moment l'opposition à Prevost grandit dans les milieux britanniques du Canada. Outre son comportement moins qu'héroïque au lac Champlain, on lui reproche sa conciliation envers les Canadiens et l'église catholique. Ses principaux détracteurs sont le greffier Herman Witsius Ryland (en) et l'évêque anglican Jacob Mountain. Des plaintes sont envoyées à Londres, et mènent en mars 1815 au rappel de Prévost en Grande-Bretagne et à son remplacement comme gouverneur. À son départ de Québec il est applaudi par les Canadiens et injurié par les Britanniques. Il meurt à Londres moins d'un an plus tard. Il est enterré dans l'église paroissiale de East Barnet, près de Londres.